# 추안 1세

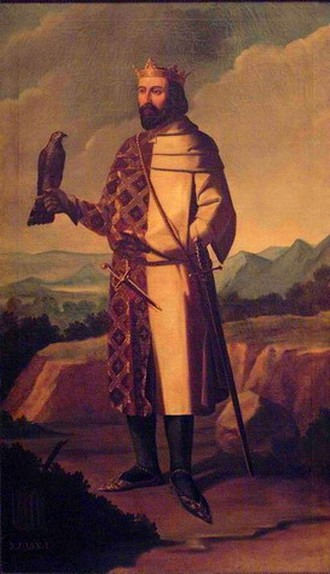
추안 1세

추안 1세(아라곤어: Chuan I)는 아라곤 왕국의 국왕이자 바르셀로나 백작이다. 별명은 엽사왕(아라곤어: o Cazataire).